# Le Miroir
Le Miroir ist eine französische Gemeinde im Département Saône-et-Loire in der Region Bourgogne-Franche-Comté. Sie gehört zum Arrondissement Louhans und zum Kanton Cuiseaux. Die Gemeinde hat 593 Einwohner (Stand 1. Januar 2022). Die Einwohner werden Mirouettis, resp. Mirouettises genannt.

## Geografie

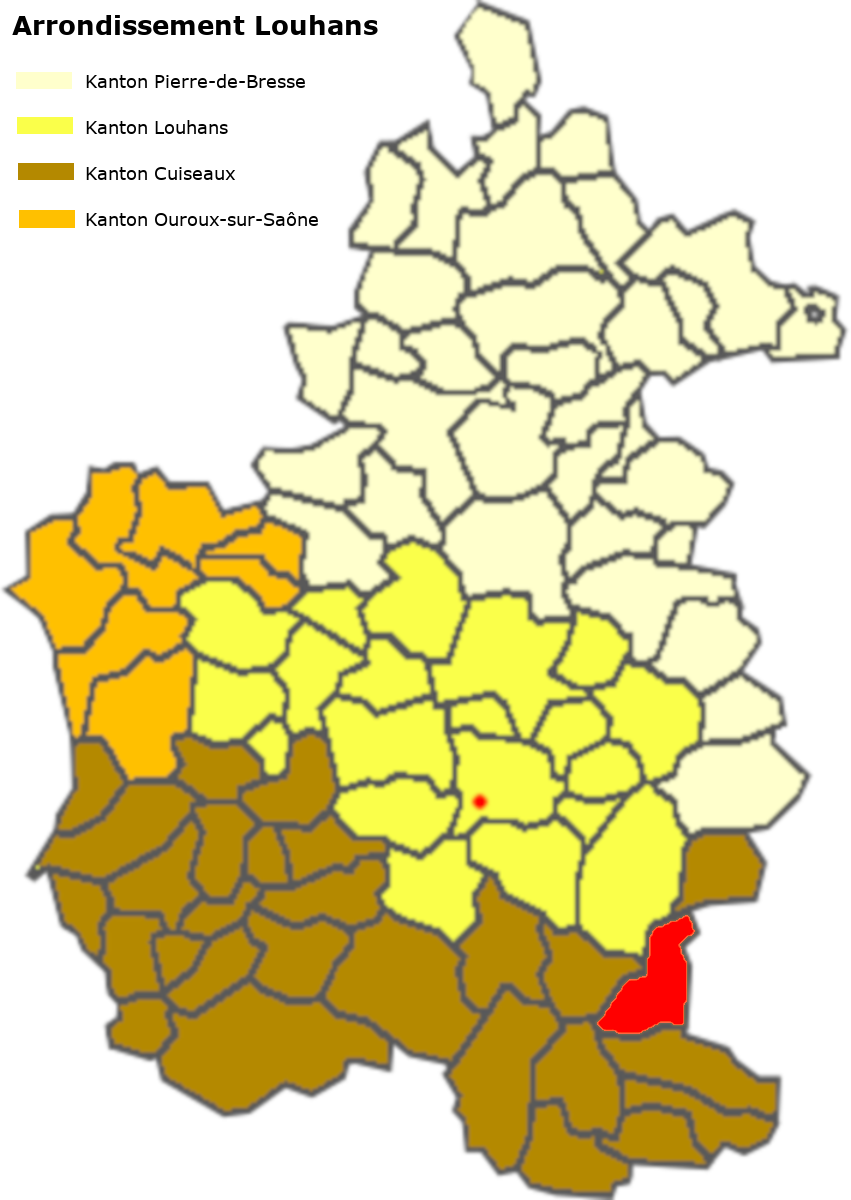
Lage der Gemeinde im Arrondissement Louhans

Le Miroir liegt an der Departementsstraße D972 (Bruailles–Cuiseaux), einer alten Römerstraße, und stößt mit seiner östlichen Gemeindegrenze an das Département Jura. Die Autobahn A39 zieht sich in nord-südlicher Richtung durch das westliche Gemeindegebiet. Die nördliche Gemeindegrenze bildet das Flüsschen Rivière Bacot, das den Ruisseau du Cirey aufnimmt, der die Ostgrenze der Gemeinde bildet. Im Süden entwässert die Gizia das Gemeindegebiet. Sie nimmt den Ruisseau du Breuil auf, in den wiederum der Ruisseau des Frontenelles im äußersten Südosten mündet. Schließlich bildet noch La Dourlande einen Teil der südwestlichen Gemeindegrenze. Etliche Biefs durchziehen die Gemeinde zur Entwässerung der Étangs und des Jurafusses. Zur Gemeinde gehören folgende Weiler und Fluren: l’Abbaye, Beffoux, les Bois, les Brenots, la Chagne, le Champ-du-Villard, les Champs-Fégots, le Champ-Tardif, les Chavannes, la Colombière, les Communes, les Courbes, Crotenot, l’Etang-Niat, Flériat, la Fouilly, les Fromentières, les Gambards, Grandes-Maltières, les Grands-Taillets, Grange-Berthe, Grange-du-Bois, la Grange-Maigre, les Gravières, l’Hôtellerie, les Marais, les Marandin, Meix-Malarée, Meix-Sillon, Messaviange, les Moissonniers, le Moulin, Moulin-du-Villard, le Patier, les Petits-Taillets, la Pétralière, les Putets, la Relasse, la Renaudière, le Truchet, Tuilerie-du-Miroir, Tuilerie-du-Villard, les Tupins, le Vernay, la Verrière, le Villard, la Villeneuve.

### Klima
Das Klima in Le Miroir ist warm und gemäßigt. Es gibt das ganze Jahr über deutliche Niederschläge, selbst der trockenste Monat weist noch hohe Niederschlagsmengen auf. Die Klassifikation des Klimas nach Köppen und Geiger ist Cfb ((Gemäßigtes) Ozeanklima). Die Temperatur liegt im Jahresdurchschnitt bei 11,7 °C. Der wärmste Monat ist der Juli mit einer Durchschnittstemperatur von 20,7 °C, der kälteste der Januar mit 3,1 °C. Über ein Jahr verteilt summieren sich die Niederschläge auf 1042 mm, dabei ist der November mit 119 mm der niederschlagsreichste, während Juli als trockenster Monat 62 mm aufweist. Über das ganze Jahr werden etwa 2826 Sonnenstunden gezählt.
|                        | Jan | Feb | Mär  | Apr  | Mai  | Jun  | Jul  | Aug  | Sep  | Okt  | Nov  | Dez |   |      |
| Mittl. Temperatur (°C) | 3,1 | 3,6 | 7,2  | 10,8 | 14,6 | 18,8 | 20,7 | 20,3 | 16,6 | 12,7 | 7,2  | 3,9 | ⌀ | 11,7 |
| Mittl. Tagesmax. (°C)  | 6,1 | 7,4 | 11,6 | 15,3 | 18,8 | 23,3 | 25,3 | 25,0 | 21,0 | 16,7 | 10,3 | 6,7 | ⌀ | 15,7 |
| Mittl. Tagesmin. (°C)  | 0,5 | 0,4 | 3,0  | 6,0  | 9,9  | 13,8 | 15,8 | 15,6 | 12,4 | 9,1  | 4,3  | 1,4 | ⌀ | 7,7  |
|                        |     |     |      |      |      |      |      |      |      |      |      |     |   |      |
| Niederschlag (mm)      | 101 | 85  | 80   | 88   | 85   | 68   | 62   | 65   | 82   | 99   | 119  | 108 | Σ | 1042 |

| 0,5 |

| 0,4 |

| 3,0 |

| 6,0 |

| 9,9 |

| 13,8 |

| 15,8 |

| 15,6 |

| 12,4 |

| 9,1 |

| 4,3 |

| 1,4 |

| 0,5 |

| 0,4 |

| 3,0 |

| 6,0 |

| 9,9 |

| 13,8 |

| 15,8 |

| 15,6 |

| 12,4 |

| 9,1 |

| 4,3 |

| 1,4 |

## Toponymie
Der Ort taucht erstmals um 1131 auf, im Zusammenhang mit der Gründung des Klosters Miroir, als Abbatis quae Miratorium dicitur… (deutsch: Das Kloster, welches „das zu Bewundernde“ genannt wird). Erst später entstand die heutige Gemeinde, die den Klosternamen weiterleben ließ.

## Geschichte
Humbert de Coligny schenkte 1131 Grund und Wald für die Gründung des Klosters, zusammen mit weiteren Ländereien in Gizia, wo die Klosterbrüder einen Weinberg anlegten. Der Stifter ist in der Kirche beigesetzt, so wie weitere Wohltäter des Klosters. Das Gemeindegebiet lag im Bereich der Kastellanei von Sagy und das Kloster musste jährlich 10 Pfund Wachs abliefern, als Entgelt für den Schutz, den es erhielt.
Das Kloster Le Miroir war sehr wohlhabend, wurde jedoch durch die Religionskriege arg in Mitleidenschaft gezogen. Am Ende des Ancien Régime war es lediglich noch ein Priorat, konnte jedoch seine Gerichtsbarkeiten und herrschaftlichen Rechte behalten. Dom Fortuné Bouchard war der letzte Prior, im Kloster waren nur noch wenige Mönche, die sich damit verweilten, einen stark geschmälerten Zehnten einzutreiben. Küche und Keller schienen gut unterhalten gewesen zu sein, bedeutend besser jedenfalls, als die Bibliothek mit ihren verstaubten Folianten. Während der Revolution wurde das Kloster nahezu vollständig zerstört, heute besteht lediglich noch die Kirche, deren Schiff um einen Drittel verkürzt wurde.
Bei der Neuordnung der Départements 1790 wurde vergessen, die Weiler Beffoux und Crotenots dem Département Saône-et-Loire zuzuschlagen, da sie zur Pfarrei Cuisia im Jura gehörten. Erst im Jahr V des Revolutionskalenders (1796/1797) wurden sie der Gemeinde Le Miroir zugeschlagen.

### Heraldik
Die Gemeinde benutzt ein neuzeitliches Wappen, das durch den Conseil municipal des jeunes entworfen wurde. Der Entwurf wurde überarbeitet und an die historische Wappengestaltung angeglichen. Das Wappen weist einen Jochschnitt auf mit geteiltem Schildhaupt. Im Feld 1: auf grün ein abgewendeter schreitender Hahn, im Feld 2: auf Gold ein steigender Hermelinlöwe, Feld 3: auf Blau zwei Fische gegeneinander schwimmend.
Was die Jungen damit ausdrücken wollten, formulieren sie wie folgt: Man findet also den Hahn auf grünem Hintergrund, um an die Geflügelzucht von Le Miroir zu erinnern, die Weizenähren, um die Ländlichkeit der Gemeinde auszudrücken, den Löwen der Bourgogne Louhannaise und die beiden Fische auf blauem Hintergrund, um die fischreichen Flüsse zu symbolisieren, die durch das Dorf fließen.

## Bevölkerung
| Le Miroir: Einwohnerzahlen von 1793 bis 2020 | Le Miroir: Einwohnerzahlen von 1793 bis 2020 | Le Miroir: Einwohnerzahlen von 1793 bis 2020 | Le Miroir: Einwohnerzahlen von 1793 bis 2020 | Le Miroir: Einwohnerzahlen von 1793 bis 2020 |
| --- | -------------------------------------------- | -------------------------------------------- | -------------------------------------------- | -------------------------------------------- |
| Jahr |                                              |                                              |                                              | Einwohner                                    |
| 1793 | 1793                                         |                                              | 246                                          | 246                                          |
| 1800 | 1800                                         |                                              | 976                                          | 976                                          |
| 1806 | 1806                                         |                                              | 1.011                                        | 1.011                                        |
| 1821 | 1821                                         |                                              | 984                                          | 984                                          |
| 1831 | 1831                                         |                                              | 1.047                                        | 1.047                                        |
| 1836 | 1836                                         |                                              | 1.039                                        | 1.039                                        |
| 1841 | 1841                                         |                                              | 1.071                                        | 1.071                                        |
| 1846 | 1846                                         |                                              | 1.110                                        | 1.110                                        |
| 1851 | 1851                                         |                                              | 1.117                                        | 1.117                                        |
| 1856 | 1856                                         |                                              | 1.030                                        | 1.030                                        |
| 1861 | 1861                                         |                                              | 1.024                                        | 1.024                                        |
| 1866 | 1866                                         |                                              | 1.008                                        | 1.008                                        |
| 1872 | 1872                                         |                                              | 997                                          | 997                                          |
| 1876 | 1876                                         |                                              | 1.085                                        | 1.085                                        |
| 1881 | 1881                                         |                                              | 1.100                                        | 1.100                                        |
| 1886 | 1886                                         |                                              | 1.027                                        | 1.027                                        |
| 1891 | 1891                                         |                                              | 1.000                                        | 1.000                                        |
| 1896 | 1896                                         |                                              | 975                                          | 975                                          |
| 1901 | 1901                                         |                                              | 987                                          | 987                                          |
| 1906 | 1906                                         |                                              | 973                                          | 973                                          |
| 1911 | 1911                                         |                                              | 966                                          | 966                                          |
| 1921 | 1921                                         |                                              | 881                                          | 881                                          |
| 1926 | 1926                                         |                                              | 825                                          | 825                                          |
| 1931 | 1931                                         |                                              | 783                                          | 783                                          |
| 1936 | 1936                                         |                                              | 759                                          | 759                                          |
| 1946 | 1946                                         |                                              | 657                                          | 657                                          |
| 1954 | 1954                                         |                                              | 628                                          | 628                                          |
| 1962 | 1962                                         |                                              | 604                                          | 604                                          |
| 1968 | 1968                                         |                                              | 567                                          | 567                                          |
| 1975 | 1975                                         |                                              | 538                                          | 538                                          |
| 1982 | 1982                                         |                                              | 519                                          | 519                                          |
| 1990 | 1990                                         |                                              | 509                                          | 509                                          |
| 1999 | 1999                                         |                                              | 492                                          | 492                                          |
| 2009 | 2009                                         |                                              | 557                                          | 557                                          |
| 2014 | 2014                                         |                                              | 578                                          | 578                                          |
| 2020 | 2020                                         |                                              | 626                                          | 626                                          |
| Quelle(n): EHESS/Cassini bis 2006, ab 2009 INSEE Anmerkung(en): • Ab 1962 offizielle Zahlen ohne Einwohner mit Zweitwohnsitz • Die Weiler Flériat, Gambards, Beffoux und Crotenot gehörten von 1791 bis ins Jahr V des Revolutionskalenders (1796/97) zum Département Jura, weshalb die Einwohnerzahl für 1793 so gering ist. • Höchste Einwohnerzahl 1851 mit 1117, tiefste Einwohnerzahl 1999 mit 492 (44,0 % vom Maximum) |                                              |                                              |                                              |                                              |

| Bevölkerungsstruktur | Anzahl Einwohner | männlich | weiblich | davon Ausländer | Anteil % |
| -------------------- | ---------------- | -------- | -------- | --------------- | -------- |
|                      | 609              | 306      | 303      | 20              | 3,3      |

| Männer | Alterstufe | Frauen |
| ------ | ---------- | ------ |
| 1      | 90 + älter | 2      |
| 28     | 75–89      | 27     |
| 64     | 60–74      | 65     |
| 62     | 45–59      | 59     |
| 62     | 30–44      | 50     |
| 27     | 15–29      | 40     |
| 62     | 0–14       | 59     |

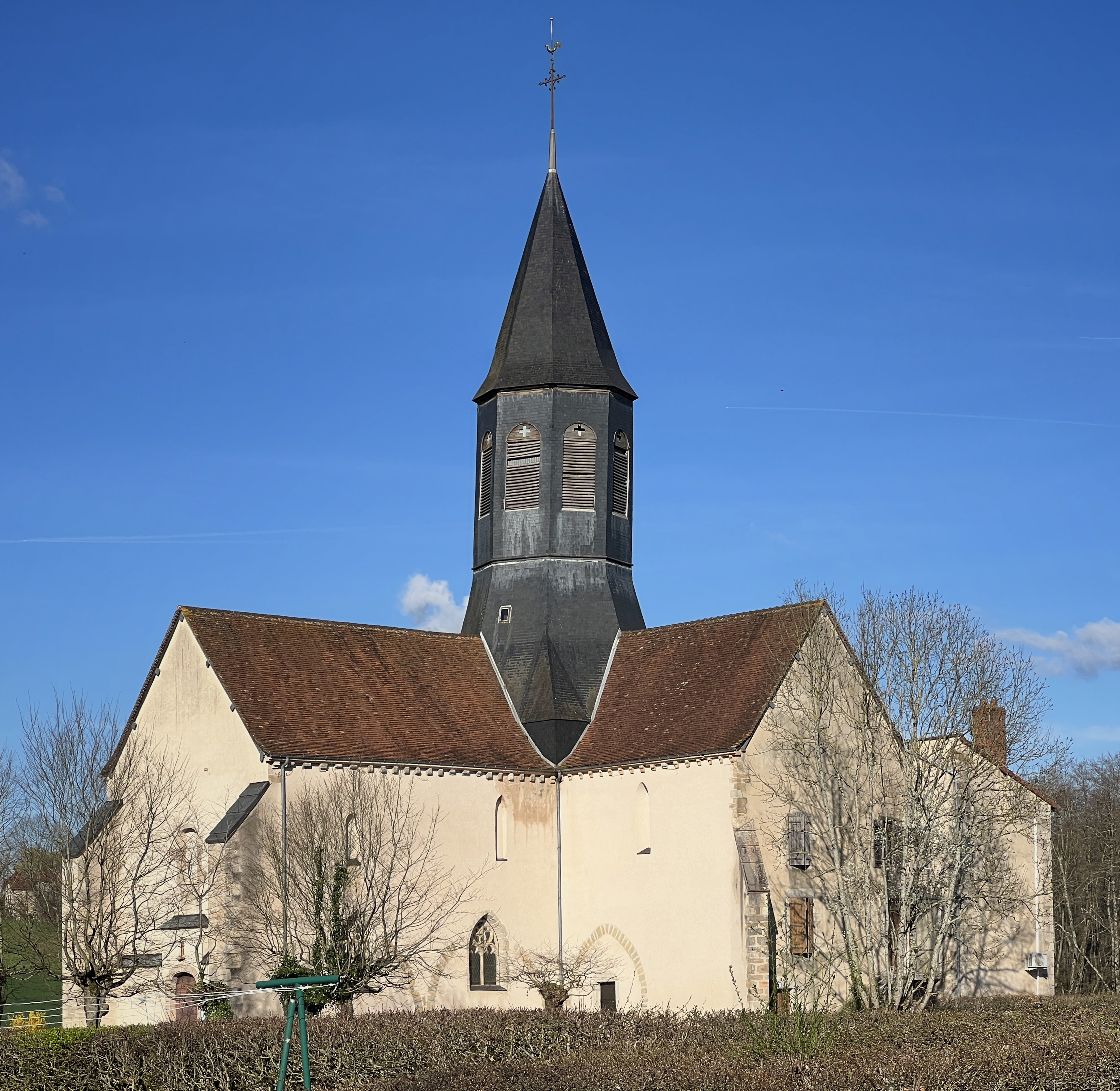
Ehemalige Klosterkirche Notre-Dame in Le Miroir

Die Bevölkerungsstruktur zwischen Männern und Frauen ist ausgeglichen, wobei 49 % der Bevölkerung jünger als 45 Jahre sind. Die Gruppe der unter 15-Jährigen macht gar 20 % der Bevölkerung aus. Demgegenüber sind 31 % der Einwohner älter als 60 Jahre und damit im Rentenalter. Diese Struktur dürfte auf die Tatsache zurückzuführen sein, dass seit 1999 dank einer regen Bautätigkeit die Wohneinheiten um 22 % zugenommen haben. Dadurch dürfte ein starker Zuzug von jungen Familien mit Kindern erfolgt sein.
| Wohnstruktur               | Anzahl Wohneinheiten | davon Häuser | Wohnungen | sonstige |
| -------------------------- | -------------------- | ------------ | --------- | -------- |
|                            | 306                  | 298          | 7         | 1        |
| davon Hauptwohnsitz        | 256                  |              |           |          |
| Zweit- oder Ferienwohnsitz | 27                   |              |           |          |
| vakant                     | 23                   |              |           |          |

## Wirtschaft und Infrastruktur

### Unternehmen, Betriebe, Ladengeschäfte und Einrichtungen
In der Gemeinde befinden sich nebst Mairie und Kirche folgende Unternehmen nach Branchen:
| Branche                                                           | Anzahl Betriebe |
| ----------------------------------------------------------------- | --------------- |
| Industrie und verarbeitendes Gewerbe                              | 6               |
| Baugewerbe                                                        | 4               |
| Groß- und Einzelhandel, Verkehr, Beherbergung und Gastronomie     | 10              |
| Information und Kommunikation                                     | 1               |
| Finanz- und Versicherungsdienstleistungen                         | 1               |
| Grundstücks- und Wohnungswesen                                    | 3               |
| Freiberufliche, wissenschaftliche und technische Dienstleistungen | 5               |
| Öffentliche Verwaltung, Unterricht, Gesundheits- und Sozialwesen  | 4               |
| Sonstige Dienstleistungen                                         | 4               |
| Land- und Forstwirtschaftsbetriebe                                | 6               |

In der Gemeinde befinden sich ein Coiffeursalon, zwei Autogaragen, eine Tankstelle, ein Bauhandwerker, zwei Schreinerei/Zimmereibetriebe. Im Ort gibt es einen Pétanqueplatz, eine Turn- und Sporthalle, und einen Campingplatz. Mit den Gütern des täglichen Bedarfs versorgen sich die Einwohner in Cousance oder in Saint-Amour.

### Geschützte Produkte in der Gemeinde
Als AOC-Produkte sind in Le Miroir Crème et beurre de Bresse zugelassen, ferner Volaille de Bresse und Dinde de Bresse.

### Bildungseinrichtungen
In der Gemeinde besteht eine École primaire (École maternelle und École élémentaire), die der Académie de Dijon untersteht und von 64 Schülern besucht wird. Für die Schule gilt der Ferienplan der Zone A.

## Kultur und Sehenswürdigkeiten
- Kirche des ehemaligen Klosters Miroir[30]